# Eberhard von Gemmingen-Hornberg (Oberst)
Eberhard Reichsfreiherr von Gemmingen zu Hornberg (* 2. September 1688 in Lörrach; † 3. Januar 1767 in Luxemburg) gehörte dem Geschlecht der Herren von Gemmingen an. Er war Grundherr in Treschklingen, Rappenau, Hoffenheim, Bürg und Wolfskehlen. Im Militärdienst für das Haus Habsburg stieg er bis zum Feldmarschallleutnant auf. Von 1749 bis zu seinem Tod war er Kommandant von Luxemburg.

## Leben
Eberhard war ein Sohn des badischen Hofratspräsidenten und Hofmarschalls Reinhard von Gemmingen zu Hornberg (1645–1707) und dessen Frau Maria Elisabetha von Neipperg. Er besuchte das Gymnasium in Durlach und die Militärakademie in Genf. Das Erbe des 1707 verstorbenen Vaters verwaltete er zunächst gemeinsam mit seinen Brüdern, später teilte man den Besitz, wobei Eberhard Treschklingen zufiel. Außerdem besaß er gemeinsam mit seiner 1708 angetrauten Frau ein Herrenhaus in Wimpfen. Er stand  1708 im Dienst von Hessen-Darmstadt, danach trat er in den Militärdienst für das Haus Habsburg ein. Als Hauptmann hatte er die Bewachung von Schloss Barletta in Neapel zu verantworten. In wenigen Jahren stieg er zum Major, Obristleutnant und schließlich zum Oberst auf. Er nahm an den Feldzügen in Bayern, Katalonien, Italien und am Rhein teil. 1741 wurde er während des österreichischen Erbfolgekrieges Generalquartiermeister der ungarischen Armee in den Niederlanden und Generalkriegskommissär für Brabant. 1749 wurde er zum Kommandanten von Stadt und Reichsfestung Luxemburg ernannt. Diese Position hatte er als Feldmarschall-Leutnant bis zu seinem Tod 1767. Er wurde in der Bastion mit militärischen Ehren bestattet.

## Familie
Er heiratete am 30. August 1708 in Widdern Anna Clara geborene von Zillenhart (* 9. August 1685 in Widdern; † 14. Februar 1768 in Treschklingen, wo sie ihren Witwensitz hatte). Aus dieser Ehe entstammen 14 Kinder, von denen jedoch nur einige zu Jahren kamen. Sein Sohn Sigmund von Gemmingen (1724–1806) erwarb 1771 von den Herren von Berlichingen die österreichische Hälfte von Hoffenheim. Sigmunds Bruder, Freiherr Otto Heinrich I. von Gemmingen-Hornberg (1727–1790), kaufte auch den Rest des Ortes. In der evangelischen Pfarrkirche in Hoffenheim befindet sich an der Westwand, links vom Hauptportal, ein Epitaph für Eberhard von Gemmingen und seine Frau, das ihre Nachfahren errichten ließen.
Nachkommen:
- Sophia Charlotte (* 1710) ⚭ Burkhard Dietrich von Weiler
- Eberhard (1713–1757) ⚭ Johanna von Grävenitz, erbt 1752 Rappenau
- Maria Johanna (1716–1791)
- Katharina (1720–1793) ⚭ Eberhard Fredrich von Ellrichshausen
- Karl Sigmund (1718–1737) starb als Fähnrich im Krieg gegen die Türken in Serbien
- Benedicta (* 1720) ⚭ Friedrich August von Gemmingen-Babstadt
- Otto Heinrich (1727–1790) ⚭ Clara Ludovika von Gemmingen (1753–1814), Tochter seines Bruders Eberhard
- Sigmund (1724–1806) ⚭ Eberhardine Johanna von und zu Gemmingen (1731–1755), Franziska Xaviera von Althann (1733–1811)